# 亀沢善次郎
亀沢 善次郎（かめざわ ぜんじろう、1903年11月5日 - 1987年3月27日）は、日本の経営者、銀行家。東京都出身。

## 経歴
1927年に慶應義塾大学経済学部を卒業し、1943年に第四銀行に入行。
1957年11月に取締役に就任し、1960年11月に常務、1964年11月に専務を経て、1970年5月には頭取に就任。1972年11月には相談役に就任。
1975年11月に勲四等旭日小綬章を受章。
1987年3月27日急性心不全のために死去。83歳没。